# 葛仲卿
葛仲卿（1925年—1951年6月29日），山東省海陽縣人，中國共產黨員，國防醫學院學生，參與中共中央社會部台灣工作站活動，受牽連判處死刑，1951年6月29日槍決於台北水源路刑場。

## 生平
葛仲卿，1925年生於山東省海陽縣，受家庭影響為虔誠基督徒，山東省立第十一臨清中學畢業，1937年抗戰爆發，葛仲卿加入游擊隊在山東抗擊日軍，於海軍醫務訓練班受訓六個月後進入國防醫學院牙科就讀，1949年國防醫學院因戰爭因素遷校至台灣，葛仲卿隨校到台北就讀。
1948年中共中央社會部部長李克農先後派遣朱芳春(化名非)、蕭明華及凱等多名特工赴台發展組織，非開辦「實用心理學補習班」講課，藉機吸收組織成員，成立「臺灣青年解放同盟」和「新民主主義青年團」。非在國語日報擔任編輯，實際上則是執行情報工作，吸收組織成員、策動國語日報高層及蒐集文教方面情報。1949年8月非返回中國，李克農即指示不可再組織讀書會，以免被破獲，要求他們化整為零，改為單線聯絡，並且以蒐集情報與策反為工作重點，1949年10月非回台後，將組織名稱改為中共中央社會部台灣工作站，負責情報偵蒐與策反工作。
凱負責學運，除了在台灣大學與姜民權、張慶組成小組發展組織外，也利用社團耕耘社吸收學生入黨，葛仲卿在山東即與凱認識，來台後不久就被凱吸收加入組織，以學生自治會為首成立讀書會，並約定一但台灣解放時，保存學校文件與學生，葛仲卿介紹遲紹春入黨，遲紹春進而吸收李勉、王孝敏加入，由葛仲卿領導。
1950年2月情治機關發覺非身分，在非住處逮捕蕭明華，非將相關檔案移藏嚴明森處，前往花蓮孫玉林處躲藏，透過孫玉林、周一粟買通白靜寅取得諜報證，1950年3月22日非帶著包含「海南島作戰計畫書」、「臺灣省作戰計畫書」等多達二十幾種相關軍事情報之相片膠卷，從基隆搭船往香港返回上海，同年5月海南島全島遭到中共解放。同時，保密局擴大搜查將中共中央社會部在台組織成員一網打盡。
起初，蕭明華並未透露成員，而諜報活動都使用化名，保密局缺少證據之下，許多人無罪釋放，然而，隨著非帶回的李克農的兩項方針與九大指示在姜民權的台大宿舍蚊帳上蒙皮內被尋獲後，保密局擴大偵查範圍。在軍法處時，保密局利用幹員滲透入獄中，並策反組織成員路齊書進行偵蒐，案情逐漸擴大，中共中央社會部台灣站瓦解，上百人受到牽連抓捕。1951年凱以自新身分將葛仲卿供出。1951年7月全案偵查進入後續收網階段，調查局在香港新聞天地週刊刊登整刊的特稿，以李克農照片為封面，標題中共社會部首領李克農的潛台組織已被一網打盡。
1951年5月葛仲卿與同案蘇藝林、陳平、田子彬、安學林、張慶、嚴明森、孫玉林、劉維、白靜寅、徐毅、周一粟、李學驊、譚興坦、林振成、簡桂生、馬學樅、熙共18人被判處死刑，1951年6月29日槍決於水源路刑場。

## 紀念
2013年10月，北京西山國家森林公園的無名英雄廣場上立有無名英雄紀念碑，為紀念來台灣在1950年代被處決「隱避戰線烈士」而設立，葛仲卿銘刻於紀念碑上。實際葬於台北市六張犁戒嚴時期政治受難者第三墓區，立有墓碑。